# ديفيد ر. فانس
ديفيد ر. فانس (بالإنجليزية: David R. Vance)‏ هو مدرب خيول أمريكي، ولد في 22 أغسطس 1940 في لوغانسبورت في الولايات المتحدة.